# Seznam šibenických biskupů
Toto je seznam biskupů šibenické diecéze v chorvatském Šibeniku.

## Seznam biskupů
- Martin I. Rabljanin (1298–1319)
- Grizogon Fanfogna (1320–1340)
- Tolon (1340–1343)
- Martin II. (1344–1346)
- Bonifác (1346–1357)
- Matěj Crnota (1358–1388)
- Antonín I. Barbarigo (1389–1394)
- Antonín II. de Ponte (1395–1402)
- Bogdan Pulšić (1402–1436)
- Juraj Šižgorić (1437–1454)
- Urban Vignaco (1454–1468)
- Lukáš I. Tolentić (1470–1491)
- František Querini (1491–1495)
- Bartol Bonino (1496–1512)
- Jan I. Štafilić (1512–1528)
- Jan II. Štafilić (1528–1557)
- Jeroným Savorgnan (1557–1573)
- Lukáš II Spignaroli (1574–1589)
- Vicki I. Basso (1589–1597)
- Vicko II. Arrigoni (1599–1626)
- Jan Pavel Savius (1626–1628)
- Jan I. Tomáš Mallonio (1628–1634)
- Vjekoslav Marcello (1635–1653)
- Božo Carridei (1654–1676)
- Jan II. Dominik Callegari (1676–1722)
- Karel Antonín Donadoni (1723–1756)
- Jan III. Calebotta (1756–1759)
- Jeroným Blažej Bonačić (1759–1762)
- Ivan Petani (1766)
- Nikola Divnić (1766–1783)
- Lelius Cippico (1783)
- Venancij Srećko Scotti (1784–1795)
- Michael Matěj Spalatin (1796–1807)
- Sedisvakance (1807–1827)
- Filip Dominik Borodini (1827–1838)
- Vjekoslav Marija Pini [1] (1839–1844)
- Ivan Berčić (1844–1855)
- Petar Dujam Maupas (1855–1862)
- Ivan Zaffron (1863–1872)
- Antun Josip Fosco (1876–1894)
- Dr. Mate Zannoni (1895–1903)
- Dr. Vinko Pulišić (1904–1910)
- Luka Pappafava (1912–1919)
- Jerolim Mileta (1922–1947)
- Dr. Ćiril Banić (1951–1961)
- Josip Arnerić (1961–1986)
- Dr. Anton Tamarut (1986–1988)
- Dr. Srećko Badurina (1988–1996)
- Ante Ivas (1997–2016)
- Tomislav Rogić (2016–dosud)